# Zoë Jenny
Zoë Jenny (Basilea, 16 de marzo de 1974) es una escritora suiza.
Hija del editor Mathias Jenny, su primera novela, The Pollen Room , se publicó en alemán en 1997 y ha sido traducida a 27 idiomas. Desde 2003 vive en Londres . En 2008 se casó con Matthew Homfray, un veterinario británico y consultor farmacéutico. Su novela más reciente, The Sky is Changing , fue la primera que escribió en inglés y fue publicada por Legend Press en junio de 2010  . Fue galardonada con el Aspekte-Literaturpreis .